# Ioan Ică Jr.
Ioan I. Ică Jr. (n. 1960) este un teolog ortodox român, fiu al lui Ioan Ică Sr. (n. 1932). Director al Editurii Deisis, specializată în scrieri teologice.

## Educație
Absolvent al liceului „Octavian Goga” din Sibiu (1975–1979), studii de teologie la Institutul Teologic din Sibiu (1980–1984). Este hirotonit diacon în anul 1989. Stagii de documentare și specializare la Universitatea din Erlangen (1990–1991). A predat cursuri de limbi clasice, istoria religiilor, filozofie, misiologie și ecumenism. În 1998 devine doctor în teologie cu o teză intitulată Mystagogia Trinitatis. Probleme ale teologiei trinitare patristice și moderne cu referiri speciale la triadologia Sfântului Maxim Mărturisitorul.

## Activitate profesională
Actualmente este profesor universitar la Facultatea de Teologie Ortodoxă din cadrul Universitatății „Lucian Blaga” din Sibiu.
Din anul 1997 este membru al Comisiei Mixte de Dialog Teologic Catolic-Ortodox, remarcat datorită echilibrului și asumării tradiției Sfinților Părinți.
Ioan I. Ică Jr. s-a distins printr-o vastă activitate editorială. A publicat numeroase studii, traduceri, comentarii, prefețe la autori patristici și contemporani. Este editorul monumentalei colecții de izvoare patristice intitulată Canonul Ortodoxiei (vol. I, 2008).

## Distincții
A fost decorat în februarie 2004 cu Ordinul Meritul Cultural în grad de Ofițer, Categoria G - „Cultele”, „în semn de apreciere deosebită pentru activitatea susținută în domeniul cultelor, pentru spiritul ecumenic și civic dovedit și pentru contribuția avută la întărirea legăturilor interconfesionale, de bună și pașnică conviețuire între toți oamenii”.

## Legături externe
- Editura Deisis Arhivat în 2 noiembrie 2007, la Wayback Machine.